# Willy Popp
Pour les articles homonymes, voir Popp.
Willy Popp (né le  28 janvier 1902 à Wurtzbourg, mort le 19 avril 1978 à Wurtzbourg) est un problémiste du jeu d'échecs allemand.

## Biographie
Il apprend les échecs à douze ans avec son frère aîné. Vers 1924, il commence à composer des problèmes d'échecs. Il est soutenu par Wilhelm Karsch (de) et Willy Roscher (de). Il privilégie les solutions en deux ou trois coups. Il remporte de nombreux prix, certains de ses problèmes sont inscrits dans les Albums FIDE.
|   | a | b | c | d | e | f | g | h |   |
| 8 | Fou blanc sur case noire b8 · Tour blanche sur case noire g7 · Roi blanc sur case blanche h7 · Cavalier noir sur case noire d6 · Tour blanche sur case noire a5 · Cavalier noir sur case noire e5 · Cavalier blanc sur case blanche e4 · Roi noir sur case noire f4 · Pion blanc sur case blanche g4 · Tour noire sur case noire c3 · Cavalier blanc sur case noire g3 · Dame blanche sur case noire b2 · Pion noir sur case blanche c2 · Fou noir sur case noire d2 · Pion blanc sur case blanche e2 · Pion blanc sur case noire f2 · Pion blanc sur case noire h2 · Fou noir sur case blanche b1 | Fou blanc sur case noire b8 · Tour blanche sur case noire g7 · Roi blanc sur case blanche h7 · Cavalier noir sur case noire d6 · Tour blanche sur case noire a5 · Cavalier noir sur case noire e5 · Cavalier blanc sur case blanche e4 · Roi noir sur case noire f4 · Pion blanc sur case blanche g4 · Tour noire sur case noire c3 · Cavalier blanc sur case noire g3 · Dame blanche sur case noire b2 · Pion noir sur case blanche c2 · Fou noir sur case noire d2 · Pion blanc sur case blanche e2 · Pion blanc sur case noire f2 · Pion blanc sur case noire h2 · Fou noir sur case blanche b1 | Fou blanc sur case noire b8 · Tour blanche sur case noire g7 · Roi blanc sur case blanche h7 · Cavalier noir sur case noire d6 · Tour blanche sur case noire a5 · Cavalier noir sur case noire e5 · Cavalier blanc sur case blanche e4 · Roi noir sur case noire f4 · Pion blanc sur case blanche g4 · Tour noire sur case noire c3 · Cavalier blanc sur case noire g3 · Dame blanche sur case noire b2 · Pion noir sur case blanche c2 · Fou noir sur case noire d2 · Pion blanc sur case blanche e2 · Pion blanc sur case noire f2 · Pion blanc sur case noire h2 · Fou noir sur case blanche b1 | Fou blanc sur case noire b8 · Tour blanche sur case noire g7 · Roi blanc sur case blanche h7 · Cavalier noir sur case noire d6 · Tour blanche sur case noire a5 · Cavalier noir sur case noire e5 · Cavalier blanc sur case blanche e4 · Roi noir sur case noire f4 · Pion blanc sur case blanche g4 · Tour noire sur case noire c3 · Cavalier blanc sur case noire g3 · Dame blanche sur case noire b2 · Pion noir sur case blanche c2 · Fou noir sur case noire d2 · Pion blanc sur case blanche e2 · Pion blanc sur case noire f2 · Pion blanc sur case noire h2 · Fou noir sur case blanche b1 | Fou blanc sur case noire b8 · Tour blanche sur case noire g7 · Roi blanc sur case blanche h7 · Cavalier noir sur case noire d6 · Tour blanche sur case noire a5 · Cavalier noir sur case noire e5 · Cavalier blanc sur case blanche e4 · Roi noir sur case noire f4 · Pion blanc sur case blanche g4 · Tour noire sur case noire c3 · Cavalier blanc sur case noire g3 · Dame blanche sur case noire b2 · Pion noir sur case blanche c2 · Fou noir sur case noire d2 · Pion blanc sur case blanche e2 · Pion blanc sur case noire f2 · Pion blanc sur case noire h2 · Fou noir sur case blanche b1 | Fou blanc sur case noire b8 · Tour blanche sur case noire g7 · Roi blanc sur case blanche h7 · Cavalier noir sur case noire d6 · Tour blanche sur case noire a5 · Cavalier noir sur case noire e5 · Cavalier blanc sur case blanche e4 · Roi noir sur case noire f4 · Pion blanc sur case blanche g4 · Tour noire sur case noire c3 · Cavalier blanc sur case noire g3 · Dame blanche sur case noire b2 · Pion noir sur case blanche c2 · Fou noir sur case noire d2 · Pion blanc sur case blanche e2 · Pion blanc sur case noire f2 · Pion blanc sur case noire h2 · Fou noir sur case blanche b1 | Fou blanc sur case noire b8 · Tour blanche sur case noire g7 · Roi blanc sur case blanche h7 · Cavalier noir sur case noire d6 · Tour blanche sur case noire a5 · Cavalier noir sur case noire e5 · Cavalier blanc sur case blanche e4 · Roi noir sur case noire f4 · Pion blanc sur case blanche g4 · Tour noire sur case noire c3 · Cavalier blanc sur case noire g3 · Dame blanche sur case noire b2 · Pion noir sur case blanche c2 · Fou noir sur case noire d2 · Pion blanc sur case blanche e2 · Pion blanc sur case noire f2 · Pion blanc sur case noire h2 · Fou noir sur case blanche b1 | Fou blanc sur case noire b8 · Tour blanche sur case noire g7 · Roi blanc sur case blanche h7 · Cavalier noir sur case noire d6 · Tour blanche sur case noire a5 · Cavalier noir sur case noire e5 · Cavalier blanc sur case blanche e4 · Roi noir sur case noire f4 · Pion blanc sur case blanche g4 · Tour noire sur case noire c3 · Cavalier blanc sur case noire g3 · Dame blanche sur case noire b2 · Pion noir sur case blanche c2 · Fou noir sur case noire d2 · Pion blanc sur case blanche e2 · Pion blanc sur case noire f2 · Pion blanc sur case noire h2 · Fou noir sur case blanche b1 | 8 |
| 7 | Fou blanc sur case noire b8 · Tour blanche sur case noire g7 · Roi blanc sur case blanche h7 · Cavalier noir sur case noire d6 · Tour blanche sur case noire a5 · Cavalier noir sur case noire e5 · Cavalier blanc sur case blanche e4 · Roi noir sur case noire f4 · Pion blanc sur case blanche g4 · Tour noire sur case noire c3 · Cavalier blanc sur case noire g3 · Dame blanche sur case noire b2 · Pion noir sur case blanche c2 · Fou noir sur case noire d2 · Pion blanc sur case blanche e2 · Pion blanc sur case noire f2 · Pion blanc sur case noire h2 · Fou noir sur case blanche b1 | Fou blanc sur case noire b8 · Tour blanche sur case noire g7 · Roi blanc sur case blanche h7 · Cavalier noir sur case noire d6 · Tour blanche sur case noire a5 · Cavalier noir sur case noire e5 · Cavalier blanc sur case blanche e4 · Roi noir sur case noire f4 · Pion blanc sur case blanche g4 · Tour noire sur case noire c3 · Cavalier blanc sur case noire g3 · Dame blanche sur case noire b2 · Pion noir sur case blanche c2 · Fou noir sur case noire d2 · Pion blanc sur case blanche e2 · Pion blanc sur case noire f2 · Pion blanc sur case noire h2 · Fou noir sur case blanche b1 | Fou blanc sur case noire b8 · Tour blanche sur case noire g7 · Roi blanc sur case blanche h7 · Cavalier noir sur case noire d6 · Tour blanche sur case noire a5 · Cavalier noir sur case noire e5 · Cavalier blanc sur case blanche e4 · Roi noir sur case noire f4 · Pion blanc sur case blanche g4 · Tour noire sur case noire c3 · Cavalier blanc sur case noire g3 · Dame blanche sur case noire b2 · Pion noir sur case blanche c2 · Fou noir sur case noire d2 · Pion blanc sur case blanche e2 · Pion blanc sur case noire f2 · Pion blanc sur case noire h2 · Fou noir sur case blanche b1 | Fou blanc sur case noire b8 · Tour blanche sur case noire g7 · Roi blanc sur case blanche h7 · Cavalier noir sur case noire d6 · Tour blanche sur case noire a5 · Cavalier noir sur case noire e5 · Cavalier blanc sur case blanche e4 · Roi noir sur case noire f4 · Pion blanc sur case blanche g4 · Tour noire sur case noire c3 · Cavalier blanc sur case noire g3 · Dame blanche sur case noire b2 · Pion noir sur case blanche c2 · Fou noir sur case noire d2 · Pion blanc sur case blanche e2 · Pion blanc sur case noire f2 · Pion blanc sur case noire h2 · Fou noir sur case blanche b1 | Fou blanc sur case noire b8 · Tour blanche sur case noire g7 · Roi blanc sur case blanche h7 · Cavalier noir sur case noire d6 · Tour blanche sur case noire a5 · Cavalier noir sur case noire e5 · Cavalier blanc sur case blanche e4 · Roi noir sur case noire f4 · Pion blanc sur case blanche g4 · Tour noire sur case noire c3 · Cavalier blanc sur case noire g3 · Dame blanche sur case noire b2 · Pion noir sur case blanche c2 · Fou noir sur case noire d2 · Pion blanc sur case blanche e2 · Pion blanc sur case noire f2 · Pion blanc sur case noire h2 · Fou noir sur case blanche b1 | Fou blanc sur case noire b8 · Tour blanche sur case noire g7 · Roi blanc sur case blanche h7 · Cavalier noir sur case noire d6 · Tour blanche sur case noire a5 · Cavalier noir sur case noire e5 · Cavalier blanc sur case blanche e4 · Roi noir sur case noire f4 · Pion blanc sur case blanche g4 · Tour noire sur case noire c3 · Cavalier blanc sur case noire g3 · Dame blanche sur case noire b2 · Pion noir sur case blanche c2 · Fou noir sur case noire d2 · Pion blanc sur case blanche e2 · Pion blanc sur case noire f2 · Pion blanc sur case noire h2 · Fou noir sur case blanche b1 | Fou blanc sur case noire b8 · Tour blanche sur case noire g7 · Roi blanc sur case blanche h7 · Cavalier noir sur case noire d6 · Tour blanche sur case noire a5 · Cavalier noir sur case noire e5 · Cavalier blanc sur case blanche e4 · Roi noir sur case noire f4 · Pion blanc sur case blanche g4 · Tour noire sur case noire c3 · Cavalier blanc sur case noire g3 · Dame blanche sur case noire b2 · Pion noir sur case blanche c2 · Fou noir sur case noire d2 · Pion blanc sur case blanche e2 · Pion blanc sur case noire f2 · Pion blanc sur case noire h2 · Fou noir sur case blanche b1 | Fou blanc sur case noire b8 · Tour blanche sur case noire g7 · Roi blanc sur case blanche h7 · Cavalier noir sur case noire d6 · Tour blanche sur case noire a5 · Cavalier noir sur case noire e5 · Cavalier blanc sur case blanche e4 · Roi noir sur case noire f4 · Pion blanc sur case blanche g4 · Tour noire sur case noire c3 · Cavalier blanc sur case noire g3 · Dame blanche sur case noire b2 · Pion noir sur case blanche c2 · Fou noir sur case noire d2 · Pion blanc sur case blanche e2 · Pion blanc sur case noire f2 · Pion blanc sur case noire h2 · Fou noir sur case blanche b1 | 7 |
| 6 | Fou blanc sur case noire b8 · Tour blanche sur case noire g7 · Roi blanc sur case blanche h7 · Cavalier noir sur case noire d6 · Tour blanche sur case noire a5 · Cavalier noir sur case noire e5 · Cavalier blanc sur case blanche e4 · Roi noir sur case noire f4 · Pion blanc sur case blanche g4 · Tour noire sur case noire c3 · Cavalier blanc sur case noire g3 · Dame blanche sur case noire b2 · Pion noir sur case blanche c2 · Fou noir sur case noire d2 · Pion blanc sur case blanche e2 · Pion blanc sur case noire f2 · Pion blanc sur case noire h2 · Fou noir sur case blanche b1 | Fou blanc sur case noire b8 · Tour blanche sur case noire g7 · Roi blanc sur case blanche h7 · Cavalier noir sur case noire d6 · Tour blanche sur case noire a5 · Cavalier noir sur case noire e5 · Cavalier blanc sur case blanche e4 · Roi noir sur case noire f4 · Pion blanc sur case blanche g4 · Tour noire sur case noire c3 · Cavalier blanc sur case noire g3 · Dame blanche sur case noire b2 · Pion noir sur case blanche c2 · Fou noir sur case noire d2 · Pion blanc sur case blanche e2 · Pion blanc sur case noire f2 · Pion blanc sur case noire h2 · Fou noir sur case blanche b1 | Fou blanc sur case noire b8 · Tour blanche sur case noire g7 · Roi blanc sur case blanche h7 · Cavalier noir sur case noire d6 · Tour blanche sur case noire a5 · Cavalier noir sur case noire e5 · Cavalier blanc sur case blanche e4 · Roi noir sur case noire f4 · Pion blanc sur case blanche g4 · Tour noire sur case noire c3 · Cavalier blanc sur case noire g3 · Dame blanche sur case noire b2 · Pion noir sur case blanche c2 · Fou noir sur case noire d2 · Pion blanc sur case blanche e2 · Pion blanc sur case noire f2 · Pion blanc sur case noire h2 · Fou noir sur case blanche b1 | Fou blanc sur case noire b8 · Tour blanche sur case noire g7 · Roi blanc sur case blanche h7 · Cavalier noir sur case noire d6 · Tour blanche sur case noire a5 · Cavalier noir sur case noire e5 · Cavalier blanc sur case blanche e4 · Roi noir sur case noire f4 · Pion blanc sur case blanche g4 · Tour noire sur case noire c3 · Cavalier blanc sur case noire g3 · Dame blanche sur case noire b2 · Pion noir sur case blanche c2 · Fou noir sur case noire d2 · Pion blanc sur case blanche e2 · Pion blanc sur case noire f2 · Pion blanc sur case noire h2 · Fou noir sur case blanche b1 | Fou blanc sur case noire b8 · Tour blanche sur case noire g7 · Roi blanc sur case blanche h7 · Cavalier noir sur case noire d6 · Tour blanche sur case noire a5 · Cavalier noir sur case noire e5 · Cavalier blanc sur case blanche e4 · Roi noir sur case noire f4 · Pion blanc sur case blanche g4 · Tour noire sur case noire c3 · Cavalier blanc sur case noire g3 · Dame blanche sur case noire b2 · Pion noir sur case blanche c2 · Fou noir sur case noire d2 · Pion blanc sur case blanche e2 · Pion blanc sur case noire f2 · Pion blanc sur case noire h2 · Fou noir sur case blanche b1 | Fou blanc sur case noire b8 · Tour blanche sur case noire g7 · Roi blanc sur case blanche h7 · Cavalier noir sur case noire d6 · Tour blanche sur case noire a5 · Cavalier noir sur case noire e5 · Cavalier blanc sur case blanche e4 · Roi noir sur case noire f4 · Pion blanc sur case blanche g4 · Tour noire sur case noire c3 · Cavalier blanc sur case noire g3 · Dame blanche sur case noire b2 · Pion noir sur case blanche c2 · Fou noir sur case noire d2 · Pion blanc sur case blanche e2 · Pion blanc sur case noire f2 · Pion blanc sur case noire h2 · Fou noir sur case blanche b1 | Fou blanc sur case noire b8 · Tour blanche sur case noire g7 · Roi blanc sur case blanche h7 · Cavalier noir sur case noire d6 · Tour blanche sur case noire a5 · Cavalier noir sur case noire e5 · Cavalier blanc sur case blanche e4 · Roi noir sur case noire f4 · Pion blanc sur case blanche g4 · Tour noire sur case noire c3 · Cavalier blanc sur case noire g3 · Dame blanche sur case noire b2 · Pion noir sur case blanche c2 · Fou noir sur case noire d2 · Pion blanc sur case blanche e2 · Pion blanc sur case noire f2 · Pion blanc sur case noire h2 · Fou noir sur case blanche b1 | Fou blanc sur case noire b8 · Tour blanche sur case noire g7 · Roi blanc sur case blanche h7 · Cavalier noir sur case noire d6 · Tour blanche sur case noire a5 · Cavalier noir sur case noire e5 · Cavalier blanc sur case blanche e4 · Roi noir sur case noire f4 · Pion blanc sur case blanche g4 · Tour noire sur case noire c3 · Cavalier blanc sur case noire g3 · Dame blanche sur case noire b2 · Pion noir sur case blanche c2 · Fou noir sur case noire d2 · Pion blanc sur case blanche e2 · Pion blanc sur case noire f2 · Pion blanc sur case noire h2 · Fou noir sur case blanche b1 | 6 |
| 5 | Fou blanc sur case noire b8 · Tour blanche sur case noire g7 · Roi blanc sur case blanche h7 · Cavalier noir sur case noire d6 · Tour blanche sur case noire a5 · Cavalier noir sur case noire e5 · Cavalier blanc sur case blanche e4 · Roi noir sur case noire f4 · Pion blanc sur case blanche g4 · Tour noire sur case noire c3 · Cavalier blanc sur case noire g3 · Dame blanche sur case noire b2 · Pion noir sur case blanche c2 · Fou noir sur case noire d2 · Pion blanc sur case blanche e2 · Pion blanc sur case noire f2 · Pion blanc sur case noire h2 · Fou noir sur case blanche b1 | Fou blanc sur case noire b8 · Tour blanche sur case noire g7 · Roi blanc sur case blanche h7 · Cavalier noir sur case noire d6 · Tour blanche sur case noire a5 · Cavalier noir sur case noire e5 · Cavalier blanc sur case blanche e4 · Roi noir sur case noire f4 · Pion blanc sur case blanche g4 · Tour noire sur case noire c3 · Cavalier blanc sur case noire g3 · Dame blanche sur case noire b2 · Pion noir sur case blanche c2 · Fou noir sur case noire d2 · Pion blanc sur case blanche e2 · Pion blanc sur case noire f2 · Pion blanc sur case noire h2 · Fou noir sur case blanche b1 | Fou blanc sur case noire b8 · Tour blanche sur case noire g7 · Roi blanc sur case blanche h7 · Cavalier noir sur case noire d6 · Tour blanche sur case noire a5 · Cavalier noir sur case noire e5 · Cavalier blanc sur case blanche e4 · Roi noir sur case noire f4 · Pion blanc sur case blanche g4 · Tour noire sur case noire c3 · Cavalier blanc sur case noire g3 · Dame blanche sur case noire b2 · Pion noir sur case blanche c2 · Fou noir sur case noire d2 · Pion blanc sur case blanche e2 · Pion blanc sur case noire f2 · Pion blanc sur case noire h2 · Fou noir sur case blanche b1 | Fou blanc sur case noire b8 · Tour blanche sur case noire g7 · Roi blanc sur case blanche h7 · Cavalier noir sur case noire d6 · Tour blanche sur case noire a5 · Cavalier noir sur case noire e5 · Cavalier blanc sur case blanche e4 · Roi noir sur case noire f4 · Pion blanc sur case blanche g4 · Tour noire sur case noire c3 · Cavalier blanc sur case noire g3 · Dame blanche sur case noire b2 · Pion noir sur case blanche c2 · Fou noir sur case noire d2 · Pion blanc sur case blanche e2 · Pion blanc sur case noire f2 · Pion blanc sur case noire h2 · Fou noir sur case blanche b1 | Fou blanc sur case noire b8 · Tour blanche sur case noire g7 · Roi blanc sur case blanche h7 · Cavalier noir sur case noire d6 · Tour blanche sur case noire a5 · Cavalier noir sur case noire e5 · Cavalier blanc sur case blanche e4 · Roi noir sur case noire f4 · Pion blanc sur case blanche g4 · Tour noire sur case noire c3 · Cavalier blanc sur case noire g3 · Dame blanche sur case noire b2 · Pion noir sur case blanche c2 · Fou noir sur case noire d2 · Pion blanc sur case blanche e2 · Pion blanc sur case noire f2 · Pion blanc sur case noire h2 · Fou noir sur case blanche b1 | Fou blanc sur case noire b8 · Tour blanche sur case noire g7 · Roi blanc sur case blanche h7 · Cavalier noir sur case noire d6 · Tour blanche sur case noire a5 · Cavalier noir sur case noire e5 · Cavalier blanc sur case blanche e4 · Roi noir sur case noire f4 · Pion blanc sur case blanche g4 · Tour noire sur case noire c3 · Cavalier blanc sur case noire g3 · Dame blanche sur case noire b2 · Pion noir sur case blanche c2 · Fou noir sur case noire d2 · Pion blanc sur case blanche e2 · Pion blanc sur case noire f2 · Pion blanc sur case noire h2 · Fou noir sur case blanche b1 | Fou blanc sur case noire b8 · Tour blanche sur case noire g7 · Roi blanc sur case blanche h7 · Cavalier noir sur case noire d6 · Tour blanche sur case noire a5 · Cavalier noir sur case noire e5 · Cavalier blanc sur case blanche e4 · Roi noir sur case noire f4 · Pion blanc sur case blanche g4 · Tour noire sur case noire c3 · Cavalier blanc sur case noire g3 · Dame blanche sur case noire b2 · Pion noir sur case blanche c2 · Fou noir sur case noire d2 · Pion blanc sur case blanche e2 · Pion blanc sur case noire f2 · Pion blanc sur case noire h2 · Fou noir sur case blanche b1 | Fou blanc sur case noire b8 · Tour blanche sur case noire g7 · Roi blanc sur case blanche h7 · Cavalier noir sur case noire d6 · Tour blanche sur case noire a5 · Cavalier noir sur case noire e5 · Cavalier blanc sur case blanche e4 · Roi noir sur case noire f4 · Pion blanc sur case blanche g4 · Tour noire sur case noire c3 · Cavalier blanc sur case noire g3 · Dame blanche sur case noire b2 · Pion noir sur case blanche c2 · Fou noir sur case noire d2 · Pion blanc sur case blanche e2 · Pion blanc sur case noire f2 · Pion blanc sur case noire h2 · Fou noir sur case blanche b1 | 5 |
| 4 | Fou blanc sur case noire b8 · Tour blanche sur case noire g7 · Roi blanc sur case blanche h7 · Cavalier noir sur case noire d6 · Tour blanche sur case noire a5 · Cavalier noir sur case noire e5 · Cavalier blanc sur case blanche e4 · Roi noir sur case noire f4 · Pion blanc sur case blanche g4 · Tour noire sur case noire c3 · Cavalier blanc sur case noire g3 · Dame blanche sur case noire b2 · Pion noir sur case blanche c2 · Fou noir sur case noire d2 · Pion blanc sur case blanche e2 · Pion blanc sur case noire f2 · Pion blanc sur case noire h2 · Fou noir sur case blanche b1 | Fou blanc sur case noire b8 · Tour blanche sur case noire g7 · Roi blanc sur case blanche h7 · Cavalier noir sur case noire d6 · Tour blanche sur case noire a5 · Cavalier noir sur case noire e5 · Cavalier blanc sur case blanche e4 · Roi noir sur case noire f4 · Pion blanc sur case blanche g4 · Tour noire sur case noire c3 · Cavalier blanc sur case noire g3 · Dame blanche sur case noire b2 · Pion noir sur case blanche c2 · Fou noir sur case noire d2 · Pion blanc sur case blanche e2 · Pion blanc sur case noire f2 · Pion blanc sur case noire h2 · Fou noir sur case blanche b1 | Fou blanc sur case noire b8 · Tour blanche sur case noire g7 · Roi blanc sur case blanche h7 · Cavalier noir sur case noire d6 · Tour blanche sur case noire a5 · Cavalier noir sur case noire e5 · Cavalier blanc sur case blanche e4 · Roi noir sur case noire f4 · Pion blanc sur case blanche g4 · Tour noire sur case noire c3 · Cavalier blanc sur case noire g3 · Dame blanche sur case noire b2 · Pion noir sur case blanche c2 · Fou noir sur case noire d2 · Pion blanc sur case blanche e2 · Pion blanc sur case noire f2 · Pion blanc sur case noire h2 · Fou noir sur case blanche b1 | Fou blanc sur case noire b8 · Tour blanche sur case noire g7 · Roi blanc sur case blanche h7 · Cavalier noir sur case noire d6 · Tour blanche sur case noire a5 · Cavalier noir sur case noire e5 · Cavalier blanc sur case blanche e4 · Roi noir sur case noire f4 · Pion blanc sur case blanche g4 · Tour noire sur case noire c3 · Cavalier blanc sur case noire g3 · Dame blanche sur case noire b2 · Pion noir sur case blanche c2 · Fou noir sur case noire d2 · Pion blanc sur case blanche e2 · Pion blanc sur case noire f2 · Pion blanc sur case noire h2 · Fou noir sur case blanche b1 | Fou blanc sur case noire b8 · Tour blanche sur case noire g7 · Roi blanc sur case blanche h7 · Cavalier noir sur case noire d6 · Tour blanche sur case noire a5 · Cavalier noir sur case noire e5 · Cavalier blanc sur case blanche e4 · Roi noir sur case noire f4 · Pion blanc sur case blanche g4 · Tour noire sur case noire c3 · Cavalier blanc sur case noire g3 · Dame blanche sur case noire b2 · Pion noir sur case blanche c2 · Fou noir sur case noire d2 · Pion blanc sur case blanche e2 · Pion blanc sur case noire f2 · Pion blanc sur case noire h2 · Fou noir sur case blanche b1 | Fou blanc sur case noire b8 · Tour blanche sur case noire g7 · Roi blanc sur case blanche h7 · Cavalier noir sur case noire d6 · Tour blanche sur case noire a5 · Cavalier noir sur case noire e5 · Cavalier blanc sur case blanche e4 · Roi noir sur case noire f4 · Pion blanc sur case blanche g4 · Tour noire sur case noire c3 · Cavalier blanc sur case noire g3 · Dame blanche sur case noire b2 · Pion noir sur case blanche c2 · Fou noir sur case noire d2 · Pion blanc sur case blanche e2 · Pion blanc sur case noire f2 · Pion blanc sur case noire h2 · Fou noir sur case blanche b1 | Fou blanc sur case noire b8 · Tour blanche sur case noire g7 · Roi blanc sur case blanche h7 · Cavalier noir sur case noire d6 · Tour blanche sur case noire a5 · Cavalier noir sur case noire e5 · Cavalier blanc sur case blanche e4 · Roi noir sur case noire f4 · Pion blanc sur case blanche g4 · Tour noire sur case noire c3 · Cavalier blanc sur case noire g3 · Dame blanche sur case noire b2 · Pion noir sur case blanche c2 · Fou noir sur case noire d2 · Pion blanc sur case blanche e2 · Pion blanc sur case noire f2 · Pion blanc sur case noire h2 · Fou noir sur case blanche b1 | Fou blanc sur case noire b8 · Tour blanche sur case noire g7 · Roi blanc sur case blanche h7 · Cavalier noir sur case noire d6 · Tour blanche sur case noire a5 · Cavalier noir sur case noire e5 · Cavalier blanc sur case blanche e4 · Roi noir sur case noire f4 · Pion blanc sur case blanche g4 · Tour noire sur case noire c3 · Cavalier blanc sur case noire g3 · Dame blanche sur case noire b2 · Pion noir sur case blanche c2 · Fou noir sur case noire d2 · Pion blanc sur case blanche e2 · Pion blanc sur case noire f2 · Pion blanc sur case noire h2 · Fou noir sur case blanche b1 | 4 |
| 3 | Fou blanc sur case noire b8 · Tour blanche sur case noire g7 · Roi blanc sur case blanche h7 · Cavalier noir sur case noire d6 · Tour blanche sur case noire a5 · Cavalier noir sur case noire e5 · Cavalier blanc sur case blanche e4 · Roi noir sur case noire f4 · Pion blanc sur case blanche g4 · Tour noire sur case noire c3 · Cavalier blanc sur case noire g3 · Dame blanche sur case noire b2 · Pion noir sur case blanche c2 · Fou noir sur case noire d2 · Pion blanc sur case blanche e2 · Pion blanc sur case noire f2 · Pion blanc sur case noire h2 · Fou noir sur case blanche b1 | Fou blanc sur case noire b8 · Tour blanche sur case noire g7 · Roi blanc sur case blanche h7 · Cavalier noir sur case noire d6 · Tour blanche sur case noire a5 · Cavalier noir sur case noire e5 · Cavalier blanc sur case blanche e4 · Roi noir sur case noire f4 · Pion blanc sur case blanche g4 · Tour noire sur case noire c3 · Cavalier blanc sur case noire g3 · Dame blanche sur case noire b2 · Pion noir sur case blanche c2 · Fou noir sur case noire d2 · Pion blanc sur case blanche e2 · Pion blanc sur case noire f2 · Pion blanc sur case noire h2 · Fou noir sur case blanche b1 | Fou blanc sur case noire b8 · Tour blanche sur case noire g7 · Roi blanc sur case blanche h7 · Cavalier noir sur case noire d6 · Tour blanche sur case noire a5 · Cavalier noir sur case noire e5 · Cavalier blanc sur case blanche e4 · Roi noir sur case noire f4 · Pion blanc sur case blanche g4 · Tour noire sur case noire c3 · Cavalier blanc sur case noire g3 · Dame blanche sur case noire b2 · Pion noir sur case blanche c2 · Fou noir sur case noire d2 · Pion blanc sur case blanche e2 · Pion blanc sur case noire f2 · Pion blanc sur case noire h2 · Fou noir sur case blanche b1 | Fou blanc sur case noire b8 · Tour blanche sur case noire g7 · Roi blanc sur case blanche h7 · Cavalier noir sur case noire d6 · Tour blanche sur case noire a5 · Cavalier noir sur case noire e5 · Cavalier blanc sur case blanche e4 · Roi noir sur case noire f4 · Pion blanc sur case blanche g4 · Tour noire sur case noire c3 · Cavalier blanc sur case noire g3 · Dame blanche sur case noire b2 · Pion noir sur case blanche c2 · Fou noir sur case noire d2 · Pion blanc sur case blanche e2 · Pion blanc sur case noire f2 · Pion blanc sur case noire h2 · Fou noir sur case blanche b1 | Fou blanc sur case noire b8 · Tour blanche sur case noire g7 · Roi blanc sur case blanche h7 · Cavalier noir sur case noire d6 · Tour blanche sur case noire a5 · Cavalier noir sur case noire e5 · Cavalier blanc sur case blanche e4 · Roi noir sur case noire f4 · Pion blanc sur case blanche g4 · Tour noire sur case noire c3 · Cavalier blanc sur case noire g3 · Dame blanche sur case noire b2 · Pion noir sur case blanche c2 · Fou noir sur case noire d2 · Pion blanc sur case blanche e2 · Pion blanc sur case noire f2 · Pion blanc sur case noire h2 · Fou noir sur case blanche b1 | Fou blanc sur case noire b8 · Tour blanche sur case noire g7 · Roi blanc sur case blanche h7 · Cavalier noir sur case noire d6 · Tour blanche sur case noire a5 · Cavalier noir sur case noire e5 · Cavalier blanc sur case blanche e4 · Roi noir sur case noire f4 · Pion blanc sur case blanche g4 · Tour noire sur case noire c3 · Cavalier blanc sur case noire g3 · Dame blanche sur case noire b2 · Pion noir sur case blanche c2 · Fou noir sur case noire d2 · Pion blanc sur case blanche e2 · Pion blanc sur case noire f2 · Pion blanc sur case noire h2 · Fou noir sur case blanche b1 | Fou blanc sur case noire b8 · Tour blanche sur case noire g7 · Roi blanc sur case blanche h7 · Cavalier noir sur case noire d6 · Tour blanche sur case noire a5 · Cavalier noir sur case noire e5 · Cavalier blanc sur case blanche e4 · Roi noir sur case noire f4 · Pion blanc sur case blanche g4 · Tour noire sur case noire c3 · Cavalier blanc sur case noire g3 · Dame blanche sur case noire b2 · Pion noir sur case blanche c2 · Fou noir sur case noire d2 · Pion blanc sur case blanche e2 · Pion blanc sur case noire f2 · Pion blanc sur case noire h2 · Fou noir sur case blanche b1 | Fou blanc sur case noire b8 · Tour blanche sur case noire g7 · Roi blanc sur case blanche h7 · Cavalier noir sur case noire d6 · Tour blanche sur case noire a5 · Cavalier noir sur case noire e5 · Cavalier blanc sur case blanche e4 · Roi noir sur case noire f4 · Pion blanc sur case blanche g4 · Tour noire sur case noire c3 · Cavalier blanc sur case noire g3 · Dame blanche sur case noire b2 · Pion noir sur case blanche c2 · Fou noir sur case noire d2 · Pion blanc sur case blanche e2 · Pion blanc sur case noire f2 · Pion blanc sur case noire h2 · Fou noir sur case blanche b1 | 3 |
| 2 | Fou blanc sur case noire b8 · Tour blanche sur case noire g7 · Roi blanc sur case blanche h7 · Cavalier noir sur case noire d6 · Tour blanche sur case noire a5 · Cavalier noir sur case noire e5 · Cavalier blanc sur case blanche e4 · Roi noir sur case noire f4 · Pion blanc sur case blanche g4 · Tour noire sur case noire c3 · Cavalier blanc sur case noire g3 · Dame blanche sur case noire b2 · Pion noir sur case blanche c2 · Fou noir sur case noire d2 · Pion blanc sur case blanche e2 · Pion blanc sur case noire f2 · Pion blanc sur case noire h2 · Fou noir sur case blanche b1 | Fou blanc sur case noire b8 · Tour blanche sur case noire g7 · Roi blanc sur case blanche h7 · Cavalier noir sur case noire d6 · Tour blanche sur case noire a5 · Cavalier noir sur case noire e5 · Cavalier blanc sur case blanche e4 · Roi noir sur case noire f4 · Pion blanc sur case blanche g4 · Tour noire sur case noire c3 · Cavalier blanc sur case noire g3 · Dame blanche sur case noire b2 · Pion noir sur case blanche c2 · Fou noir sur case noire d2 · Pion blanc sur case blanche e2 · Pion blanc sur case noire f2 · Pion blanc sur case noire h2 · Fou noir sur case blanche b1 | Fou blanc sur case noire b8 · Tour blanche sur case noire g7 · Roi blanc sur case blanche h7 · Cavalier noir sur case noire d6 · Tour blanche sur case noire a5 · Cavalier noir sur case noire e5 · Cavalier blanc sur case blanche e4 · Roi noir sur case noire f4 · Pion blanc sur case blanche g4 · Tour noire sur case noire c3 · Cavalier blanc sur case noire g3 · Dame blanche sur case noire b2 · Pion noir sur case blanche c2 · Fou noir sur case noire d2 · Pion blanc sur case blanche e2 · Pion blanc sur case noire f2 · Pion blanc sur case noire h2 · Fou noir sur case blanche b1 | Fou blanc sur case noire b8 · Tour blanche sur case noire g7 · Roi blanc sur case blanche h7 · Cavalier noir sur case noire d6 · Tour blanche sur case noire a5 · Cavalier noir sur case noire e5 · Cavalier blanc sur case blanche e4 · Roi noir sur case noire f4 · Pion blanc sur case blanche g4 · Tour noire sur case noire c3 · Cavalier blanc sur case noire g3 · Dame blanche sur case noire b2 · Pion noir sur case blanche c2 · Fou noir sur case noire d2 · Pion blanc sur case blanche e2 · Pion blanc sur case noire f2 · Pion blanc sur case noire h2 · Fou noir sur case blanche b1 | Fou blanc sur case noire b8 · Tour blanche sur case noire g7 · Roi blanc sur case blanche h7 · Cavalier noir sur case noire d6 · Tour blanche sur case noire a5 · Cavalier noir sur case noire e5 · Cavalier blanc sur case blanche e4 · Roi noir sur case noire f4 · Pion blanc sur case blanche g4 · Tour noire sur case noire c3 · Cavalier blanc sur case noire g3 · Dame blanche sur case noire b2 · Pion noir sur case blanche c2 · Fou noir sur case noire d2 · Pion blanc sur case blanche e2 · Pion blanc sur case noire f2 · Pion blanc sur case noire h2 · Fou noir sur case blanche b1 | Fou blanc sur case noire b8 · Tour blanche sur case noire g7 · Roi blanc sur case blanche h7 · Cavalier noir sur case noire d6 · Tour blanche sur case noire a5 · Cavalier noir sur case noire e5 · Cavalier blanc sur case blanche e4 · Roi noir sur case noire f4 · Pion blanc sur case blanche g4 · Tour noire sur case noire c3 · Cavalier blanc sur case noire g3 · Dame blanche sur case noire b2 · Pion noir sur case blanche c2 · Fou noir sur case noire d2 · Pion blanc sur case blanche e2 · Pion blanc sur case noire f2 · Pion blanc sur case noire h2 · Fou noir sur case blanche b1 | Fou blanc sur case noire b8 · Tour blanche sur case noire g7 · Roi blanc sur case blanche h7 · Cavalier noir sur case noire d6 · Tour blanche sur case noire a5 · Cavalier noir sur case noire e5 · Cavalier blanc sur case blanche e4 · Roi noir sur case noire f4 · Pion blanc sur case blanche g4 · Tour noire sur case noire c3 · Cavalier blanc sur case noire g3 · Dame blanche sur case noire b2 · Pion noir sur case blanche c2 · Fou noir sur case noire d2 · Pion blanc sur case blanche e2 · Pion blanc sur case noire f2 · Pion blanc sur case noire h2 · Fou noir sur case blanche b1 | Fou blanc sur case noire b8 · Tour blanche sur case noire g7 · Roi blanc sur case blanche h7 · Cavalier noir sur case noire d6 · Tour blanche sur case noire a5 · Cavalier noir sur case noire e5 · Cavalier blanc sur case blanche e4 · Roi noir sur case noire f4 · Pion blanc sur case blanche g4 · Tour noire sur case noire c3 · Cavalier blanc sur case noire g3 · Dame blanche sur case noire b2 · Pion noir sur case blanche c2 · Fou noir sur case noire d2 · Pion blanc sur case blanche e2 · Pion blanc sur case noire f2 · Pion blanc sur case noire h2 · Fou noir sur case blanche b1 | 2 |
| 1 | Fou blanc sur case noire b8 · Tour blanche sur case noire g7 · Roi blanc sur case blanche h7 · Cavalier noir sur case noire d6 · Tour blanche sur case noire a5 · Cavalier noir sur case noire e5 · Cavalier blanc sur case blanche e4 · Roi noir sur case noire f4 · Pion blanc sur case blanche g4 · Tour noire sur case noire c3 · Cavalier blanc sur case noire g3 · Dame blanche sur case noire b2 · Pion noir sur case blanche c2 · Fou noir sur case noire d2 · Pion blanc sur case blanche e2 · Pion blanc sur case noire f2 · Pion blanc sur case noire h2 · Fou noir sur case blanche b1 | Fou blanc sur case noire b8 · Tour blanche sur case noire g7 · Roi blanc sur case blanche h7 · Cavalier noir sur case noire d6 · Tour blanche sur case noire a5 · Cavalier noir sur case noire e5 · Cavalier blanc sur case blanche e4 · Roi noir sur case noire f4 · Pion blanc sur case blanche g4 · Tour noire sur case noire c3 · Cavalier blanc sur case noire g3 · Dame blanche sur case noire b2 · Pion noir sur case blanche c2 · Fou noir sur case noire d2 · Pion blanc sur case blanche e2 · Pion blanc sur case noire f2 · Pion blanc sur case noire h2 · Fou noir sur case blanche b1 | Fou blanc sur case noire b8 · Tour blanche sur case noire g7 · Roi blanc sur case blanche h7 · Cavalier noir sur case noire d6 · Tour blanche sur case noire a5 · Cavalier noir sur case noire e5 · Cavalier blanc sur case blanche e4 · Roi noir sur case noire f4 · Pion blanc sur case blanche g4 · Tour noire sur case noire c3 · Cavalier blanc sur case noire g3 · Dame blanche sur case noire b2 · Pion noir sur case blanche c2 · Fou noir sur case noire d2 · Pion blanc sur case blanche e2 · Pion blanc sur case noire f2 · Pion blanc sur case noire h2 · Fou noir sur case blanche b1 | Fou blanc sur case noire b8 · Tour blanche sur case noire g7 · Roi blanc sur case blanche h7 · Cavalier noir sur case noire d6 · Tour blanche sur case noire a5 · Cavalier noir sur case noire e5 · Cavalier blanc sur case blanche e4 · Roi noir sur case noire f4 · Pion blanc sur case blanche g4 · Tour noire sur case noire c3 · Cavalier blanc sur case noire g3 · Dame blanche sur case noire b2 · Pion noir sur case blanche c2 · Fou noir sur case noire d2 · Pion blanc sur case blanche e2 · Pion blanc sur case noire f2 · Pion blanc sur case noire h2 · Fou noir sur case blanche b1 | Fou blanc sur case noire b8 · Tour blanche sur case noire g7 · Roi blanc sur case blanche h7 · Cavalier noir sur case noire d6 · Tour blanche sur case noire a5 · Cavalier noir sur case noire e5 · Cavalier blanc sur case blanche e4 · Roi noir sur case noire f4 · Pion blanc sur case blanche g4 · Tour noire sur case noire c3 · Cavalier blanc sur case noire g3 · Dame blanche sur case noire b2 · Pion noir sur case blanche c2 · Fou noir sur case noire d2 · Pion blanc sur case blanche e2 · Pion blanc sur case noire f2 · Pion blanc sur case noire h2 · Fou noir sur case blanche b1 | Fou blanc sur case noire b8 · Tour blanche sur case noire g7 · Roi blanc sur case blanche h7 · Cavalier noir sur case noire d6 · Tour blanche sur case noire a5 · Cavalier noir sur case noire e5 · Cavalier blanc sur case blanche e4 · Roi noir sur case noire f4 · Pion blanc sur case blanche g4 · Tour noire sur case noire c3 · Cavalier blanc sur case noire g3 · Dame blanche sur case noire b2 · Pion noir sur case blanche c2 · Fou noir sur case noire d2 · Pion blanc sur case blanche e2 · Pion blanc sur case noire f2 · Pion blanc sur case noire h2 · Fou noir sur case blanche b1 | Fou blanc sur case noire b8 · Tour blanche sur case noire g7 · Roi blanc sur case blanche h7 · Cavalier noir sur case noire d6 · Tour blanche sur case noire a5 · Cavalier noir sur case noire e5 · Cavalier blanc sur case blanche e4 · Roi noir sur case noire f4 · Pion blanc sur case blanche g4 · Tour noire sur case noire c3 · Cavalier blanc sur case noire g3 · Dame blanche sur case noire b2 · Pion noir sur case blanche c2 · Fou noir sur case noire d2 · Pion blanc sur case blanche e2 · Pion blanc sur case noire f2 · Pion blanc sur case noire h2 · Fou noir sur case blanche b1 | Fou blanc sur case noire b8 · Tour blanche sur case noire g7 · Roi blanc sur case blanche h7 · Cavalier noir sur case noire d6 · Tour blanche sur case noire a5 · Cavalier noir sur case noire e5 · Cavalier blanc sur case blanche e4 · Roi noir sur case noire f4 · Pion blanc sur case blanche g4 · Tour noire sur case noire c3 · Cavalier blanc sur case noire g3 · Dame blanche sur case noire b2 · Pion noir sur case blanche c2 · Fou noir sur case noire d2 · Pion blanc sur case blanche e2 · Pion blanc sur case noire f2 · Pion blanc sur case noire h2 · Fou noir sur case blanche b1 | 1 |
|   | a | b | c | d | e | f | g | h |   |

Solution:
1.Db4! (Ce4 couvre, Ch5 menace mat) 

1. ... Tc4 2.Dxd2 mat 

1. ... Cdc4 2.Df8 mat 

1. ... Cec4 2.Tf5 mat 

1. ... Txg3 2.hxg3 mat 

1. ... Cg6 2.Cxc3 mat 

Dans la diagonale b8-f4, on voit l'immobilisation d'un des deux cavaliers noirs. Clouage de trois pièces noires dont un cavalier sur cette diagonale, qui est utilisé en mat.
En 1932, il rédige les problèmes du Fränkischen Arbeiter-Schachzeitung. En 1935, il est président des amateurs de problèmes de Basse-Franconie. De 1943 à 1945, il publie dans le magazine pour les blessés de la guerre de cette région.
En 1947, il dirige les problèmes de la fédération de Basse-Franconie. Il acquiert un niveau international qu'il conserve jusqu'à sa mort.
En 1977, il reçoit le titre de juge international de la FIDE pour la composition de problèmes.